# 常高寺
常高寺（じょうこうじ）は、福井県小浜市小浜浅間にある臨済宗妙心寺派の寺院。山号は凌霄山。浅井三姉妹の次女「初」、京極高次の正室（常高院）の祈願により建立され、常高院の墓所およびゆかりの文化財がある。

## 文化財
県指定文化財
- 絹本著色京極高次夫人像

市指定文化財
- 障壁 10面
- 壁画床 2面 -寛政元年（1789年）頃。これらの障壁画の作者は、江戸幕府御用絵師の一つの表絵師筆頭・駿河台狩野家の4代目狩野洞春美信[1]
- 紙本墨書常高院自筆消

市指定史跡
- 常高院墓所

## 交通アクセス
- JR西日本小浜線小浜駅から徒歩で15分
- 舞鶴若狭自動車道小浜ICから約3km
- 国道27号後瀬から約2km

## 近隣情報
- 小浜西組
- 小浜港
- 空印寺
- 後瀬山城跡